# Drivers License
Drivers License је дебитантски сингл америчке кантауторке, Оливије Родриго. Објављен је 8. јануара 2021. за Geffen и Interscope Records као водећи сингл с њеног дебитантског студијског албума, Sour (2021). Написала је песму с продуцентом Деном Нигроом. Са дирљивим текстом који детаљно описује бол у срцу, Drivers License је пауер балада која спаја стилове бедрум попа, инди попа и пауер попа. Карактерише га минималистичка продукција вођена клавиром, која укључује бубњеве, хармоније, синкопирано пљескање рукама и сањиви бриџ. Једна од најуспешнијих песама 2021. године, Drivers License покренула је музичку каријеру Родригове.
Drivers License је оборио низ рекорда, укључујући рекорд на Spotify-у за највише једнодневних стримова за песму која није празнична (постигнута четвртог дана од објављивања), најслушанију прву седмицу за песму на Spotify-у и Amazon Music-у. Песма се нашла на врху америчке листе  100 и учинила Родригову најмлађим извођачем који је икада дебитовао на врху листе. Песма је осам узастопних седмица била на првом месту. Добио је четвороструко платинасти сертификат Америчког удружења дискографских кућа (RIAA). На другим местима, Drivers License је достигао прво место у 25 земаља, а био је и неколико седмица на врху топ-листа у Аустралији, Ирској, Канади, Новом Зеланду и Уједињеном Краљевству. Такође је достигао врхунац међу првих десет у Бразилу, Италији, Немачкој, Француској, Шпанији и разним другим земљама. До 11. августа 2021. песма има преко милијарду стримова на Spotify-у, сврставајући се међу 100 најстримованијих песама на платформи.